# Rodolfo Volk
Pour les articles homonymes, voir Volk.
Rodolfo Volk est un joueur italien de football né le 14 janvier 1906 à Fiume et mort le 2 octobre 1983 à Nemi.

## Carrière
Il joua sous un faux nom, Bolteni, pour la Fiorentina (les militaires ne pouvant apparaître dans les rangs de celle-ci) avant de la quitter pour Rome où il fit l'essentiel de sa carrière.
- AS Rome : 157 matchs pour 103 buts